# Puget-sur-Argens
Puget-sur-Argens es una comuna francesa situada en el departamento de Var, en la región de Provenza-Alpes-Costa Azul.
Su población se ha triplicado en los últimos sesenta años y muchas empresas y grandes almacenes de distribución se han establecido en el sur de su territorio.

## Demografía
| 3399 | 3033 | 3849 | 4509 | 5865 | 6368 | 8064 |
| Para los censos de 1962 a 1999 la población legal corresponde a la población sin duplicidades (Fuente: INSEE [Consultar]) |      |      |      |      |      |      |

## Economía
Alrededor de 150 empresas están instaladas en la ciudad, principalmente en las zonas comerciales de Les Salles, La Tuilière, Les Plaines, Les Meissugnes, Camp Dessert y Jas Neuf.
El centro comercial Carrefour Puget-Sur-Argens , de 20.000 m² e inaugurado en 1991, es el mayor empleador del municipio.